# Негодяев, Константин Юрьевич
Константи́н Ю́рьевич Негодя́ев (1 декабря 1967, Темиртау) — казахстанский гребец-каноист, выступал за сборную Казахстана в середине 1990-х — начале 2000-х годов. Участник двух летних Олимпийских игр, пятикратный чемпион Азиатских игр, победитель многих турниров республиканского и международного значения.

## Биография
Константин Негодяев родился 1 декабря 1967 года в городе Темиртау Карагандинской области Казахской ССР. Активно заниматься греблей на каноэ начал с раннего детства, проходил подготовку в местной специализированной детско-юношеской спортивной школе олимпийского резерва. После окончания школы учился в Темиртауском горном техникуме.
Первого серьёзного успеха на взрослом международном уровне добился в 1994 году, когда попал в основной состав казахстанской национальной сборной и побывал на Азиатских играх в Хиросиме, откуда привёз сразу три медали золотого достоинства: был лучшим в одиночках на пятистах метрах, а также в двойках совместно с Сергеем Сергеевым на пятистах и тысяче метрах. Будучи одним из лидеров гребной команды Казахстана, благополучно прошёл квалификацию на Олимпийские игры 1996 года в Атланте — в одиночках на дистанции 500 метров добрался до финала и стал в итоге седьмым, в то время как на дистанции 1000 метров остановился в полуфинале, где пришёл к финишу пятым.
После Олимпиады в США Негодяев остался в основном составе казахстанской национальной сборной и продолжил принимать участие в крупнейших международных регатах. Так, в 1998 году он выступил на Азиатских играх в Бангкоке, где дважды поднимался на верхнюю ступень пьедестала почёта, в паре с тем же Сергеем Сергеевым одолел всех соперников на километровой и полукилометровой дистанциях каноэ-двоек. Благодаря череде удачных выступлений удостоился права защищать честь страны на летних Олимпийских играх 2000 в Сиднее — стартовал здесь вместе с новым напарником Жомартом Сатубалдиным в двойках на дистанциях 500 и 1000 метров, в первом случае сумел дойти до финала и показал в решающем заезде седьмой результат, тогда как во втором случае добрался только до стадии полуфиналов, где тоже финишировал седьмым. Вскоре по окончании этих соревнований принял решение завершить карьеру профессионального спортсмена, уступив место в сборной молодым казахстанским гребцам.